# Дем'янчук Яна Володимирівна
Яна Володимирівна Дем'янчук (21 жовтня 1993, м. Івано-Франківськ) — українська спортсменка зі спортивної гімнастики; Майстер спорту України міжнародного класу.

## Біографія
Яна Дем'янчук народилася 21 жовтня 1993 року в Івано-Франківську.
Перші тренери — Наталя Бірюкова, Ірина Лук'янова. Тренер — Оксана Першина.
Закінчила Республіканське вище училище фізичної культури.
Зріст (дані на 2010 рік) — 146 см, вага — 36 кг.
Захоплення — дизайн одягу, музика.

## Спортивні досягнення
Яна Дем'янчук — Чемпіонка Європи у вправах на колоді (2009), абсолютна чемпіонка України (2009), чемпіонка країни у вправах на брусах (2010).
Кваліфікувавшись до фіналу особистих змагань на 42-му чемпіонаті світу зі спортивної гімнастики, який проходив наприкінці жовтня 2010 року в Роттердамі (Нідерланди), гімнастка у змаганнях на колоді посіла 8-ме підсумкове місце.